# Alfred Heuß
Alfred Heuß (aussi: Heuss ; né le 27 juin 1909 à Gautzsch et mort le 7 février 1995 à Göttingen) est un historien allemand.

## Biographie
Alfred Heuss Jr. est le fils de l'écrivain de musique Alfred Heuß et le frère aîné de l'économiste Ernst Heuss. À Leipzig, il étudie au Königin-Carola-Gymnasium. Il étudié la philologie classique, l'histoire et la philosophie à Leipzig, Tübingen et Vienne, et après avoir terminé son doctorat, il étudie également le droit à Leipzig. En tant qu'élève de l'historien antique Helmut Berve, il obtient son doctorat en 1932 avec une thèse sur les fondements du droit international de la politique étrangère romaine et en 1936, il termine son habilitation par une thèse sur la relation entre le roi hellénistique et la polis grecque pour l'histoire ancienne à l'Université de Leipzig.
Au début, il garde ses distances avec les dirigeants national-socialistes et leur idéologie, ce qui  rend sa carrière difficile. Après un jugement négatif de Wilhelm Weber (de), il démissionne le 1er mai 1937 mais rejoint le NSDAP et est nommé maître de conférences privé en décembre de la même année. En 1938, il prend une chaire à Königsberg. Cela est suivi par des chaires à Breslau (1941), Kiel (1945), Cologne (1946-48), de nouveau à Kiel (1949-54), où la première version de son histoire romaine, qui est toujours d'actualité, est écrite, et de 1954 jusqu'à sa retraite à Göttingen.
Depuis 1957, il est membre de l'Académie des sciences de Göttingen, et de 1954 à 1958, il est également président de la Société Mommsen. Heuss est rédacteur en chef de Propyläen Weltgeschichte (Volumes I à IV), Antike und Abendland and Zetemata. Parmi ses étudiants universitaires figurent Jochen Bleicken et Hans-Joachim Gehrke.
Heuss, qui se considèret comme un historien universel, s'est aussi occupé des autres époques historiques et de la théorie de l'histoire tout au long de sa vie. Avec Golo Mann et August Nitschke, il édite Propyläen Weltgeschichte en dix volumes, où il est principalement responsable des volumes sur l'antiquité. Son travail scientifique est d'une grande importance à ce jour, en particulier pour l'histoire ancienne. Sa formulation de la perte de l'histoire, un titre de livre de 1959, est devenue une expression populaire.
En 1983, il reçoit le premier prix de l'Historisches Kolleg, le prix des historiens allemands.

## Travaux (sélection)
- Stadt und Herrscher: In ihren Staats- und völkerrechtlichen Beziehungen. Dieterich Verlag 1937.
- Römische Geschichte. Herausgegeben, eingeleitet und mit einem neuen Forschungsteil versehen von Jochen Bleicken, Werner Dahlheim und Hans-Joachim Gehrke. 10. Auflage, Schöningh, Paderborn 2007,  (ISBN 978-3-506-73927-8) (1. Auflage: Westermann, Braunschweig 1960)
- Theodor Mommsen und das 19. Jahrhundert. Ferdinand Hirt, Kiel  1956 (reprint Steiner, Wiesbaden 1996). (Veröffentlichungen der Schleswig-Holsteinischen Universitätsgesellschaft Neue Folge 19)
- Jochen Bleicken (Hrsg.): Gesammelte Schriften. Band 1. Griechische Geschichte. Band 2. Römische Geschichte. Band 3. Wissenschaftsgeschichte und -theorie, Völkerrecht, Universitäts- und Schulreform. Steiner, Stuttgart 1995,  (ISBN 3-515-06716-7).
- Versagen und Verhängnis. Vom Ruin deutscher Geschichte und ihres Verständnisses. Siedler, Berlin 1984,  (ISBN 3-88680-107-1).
- Gedanken und Vermutungen zur frühen römischen Regierungsgewalt. Vandenhoeck & Ruprecht, Göttingen 1983. (Nachrichten der Akademie der Wissenschaften in Göttingen, I. Philologisch-Historische Klasse 1982, 10)
- Barthold Georg Niebuhrs wissenschaftliche Anfänge. Untersuchungen und Mitteilungen über die Kopenhagener Manuscripte und zur europäischen Tradition der lex agraria (loi agraire). Vandenhoeck & Ruprecht, Göttingen 1981. (Abhandlungen der Akademie der Wissenschaften zu Göttingen. Philologisch-Historische Klasse. Dritte Folge 114)
- Ciceros Theorie vom römischen Staat. Vandenhoeck & Ruprecht, Göttingen 1976. (Nachrichtern der Akademie der Wissenschaften in Göttingen I. Philologisch-historische Klasse 1975, 8)
- Ideologiekritik. Ihre theoretischen und praktischen Aspekte. de Gruyter, Berlin u. a. 1975,  (ISBN 3-11-005981-9).
- Der erste punische Krieg und das Problem des Römischen Imperialismus. Zur politischen Beurteilung des Krieges. 3. Auflage. Wissenschaftliche Buchgesellschaft, Darmstadt 1970. (Libelli 130)
- Die völkerrechtlichen Grundlagen der römischen Außenpolitik in republikanischer Zeit.  (ISBN 3-511-02434-X). (reprint Scientia, Aalen 1963.) (Klio, Beiheft 31)
- Verlust der Geschichte. Vandenhoeck & Ruprecht, Göttingen 1959.